# Контрасигнація
Контрасигна́ція або контрасигнатура (лат. contrasignatura ; від лат. contra — «проти», і assigno — «ставлю печатку») — підпис урядовця чи іншої офіційної особи на документі, що виданий і підписаний главою держави чи міністром, який означає, що урядовець чи інша офіційна особа бере на себе юридичну та політичну відповідальність за цей документ разом із головою держави чи міністром.
Контрасигнатура формально пояснюється тим, що глава держави юридично не відповідальний за свої дії (за винятком випадків державної зради та інших злочинів, якщо мова йде про президента). Зустрічається значно рідше контрасигнатура актів глави уряду відповідними міністрами пояснюється прагненням підсилити солідарність кабінету.
Дослівно — повторний підпис, скріплення підписом.
Інститут контрасигнації закріплений у більшості конституцій світу.
Наприклад, у Франції президентські декрети повинні супроводжуватись констигнатурою — повторним підписом — прем'єр-міністра, а розпорядження прем'єр-міністра повинні мати підпис відповідних міністрів на знак згоди з розпорядженням.
У Японії видані Парламентом закони і підписані державними міністрами урядові укази повинні бути контрасигновані Прем'єр-міністром.

## Інститут контрасигнатури
Історично інститут контрасигнатури виник в результаті зіткнення двох конкуруючих правових принципів — принципу суверенності і «безвідповідальності» монарха, з одного боку, та принципу верховенства парламенту і парламентської відповідальності уряду — з іншого. Як зазначає А. Шайо, конституційна проблема полягала в тому, що особистість короля не могла бути суб'єктом відповідальності, але як голова виконавчої влади монарх не міг залишатися поза парламентським контролем. Контрасигнатуру прийнято розглядати як правовий символ, який свідчить про перенесення на членів уряду відповідальності за акти монарха (пізніше — президента). Про це свідчать положення конституцій: "Особа Короля недоторканна; його міністри відповідальні " ; "Король не несе відповідальності за свої дії; його особу недоторканною. Відповідальність за правління несуть міністри; їх відповідальність визначається законом ".
Однак важливо відзначити, що формально монарх і не був відповідальний за свої акти ні перед парламентом, ні перед народом. Отже, йдеться про конституційні фікції, про заміщення неіснуючої і неможливої відповідальності голови держави, відповідальністю посадової особи, яка здійснює повноваження виконавчої влади. При цьому спочатку ця особа несла персональну відповідальність перед монархом, а пізніше стала відповідальним перед парламентом.
Ефективність цього інституту полягає і в тому, що конституції сучасних держав не передбачають механізмів якої-небудь спеціальної відповідальності, обумовленої неналежним утриманням контрасигнованного акту. А в ряді випадків навіть не припускають персональної політичної відповідальності міністрів взагалі (ст. 108 Конституції Іспанії). Характерно в цьому зв'язку зміст Федерального конституційного закону Австрії від 10 листопада 1920 . Згідно ст. 67 цього акту, всі дії, на які уповноважений Федеральний президент, здійснюються ним за пропозицією або Федерального уряду, або федерального міністра. Для того щоб акти Федерального президента були дійсні, вони повинні бути контрасигновани тими ж особами. Відповідальність цих посадових осіб — політична (в результаті висловлення вотуму недовіри Федеральному уряду в цілому або окремим його членам, згідно з ч. 1 ст. 74 Конституційного закону) або юридична (у випадку винного порушення закону федеральним міністром), — таким чином, виникає з інших підстав. Дійсний правовий зміст інституту контрасигнатури полягає не в перенесенні відповідальності за акти глави держави на контрасигуючу посадову особу, а в розмежуванні (поділі) функцій і повноважень виконавчої влади.

## В Україні
В Україні дискутуючи навколо інституту контрасигнації перш за все мають на увазі норми статті 106 Конституції.
Конституцією України передбачено, що певні акти Президента України, видані в межах повноважень, скріплюють підписами Прем’єр-міністр України і міністр, відповідальний за акт та його виконання.
Правниками висловлюється думка, що  процедура контрасигнування в Україні не відповідає класичному уявленню теорії конституційного права про неї, а за своїм характером скоріше за все схожа на візування актів Президента.